# Joaquín José Cervino
Joaquín José Cervino y Ferrero (Tortosa, 18 de mayo de 1817-Font de la Figuera, 21 de diciembre de 1883)  fue un erudito y escritor romántico español del siglo XIX, que llegó a ejercer también como magistrado del Tribunal Supremo.

## Biografía
Cervino siempre consideró la ciudad valenciana de Onteniente su patria chica, aunque nació fortuitamente en Tortosa el 18 de mayo de 1817, por estar su padre, José Cervino y Encinas Lago, cumpliendo destino en dicha ciudad como teniente coronel del Regimiento Ultonia. Su madre, María Josefa Ferrero y Pons Ribelles, era hija de una destacada familia ontiñentina. 
Cuando Joaquín José Cervino contaba con tan solo veintiún días, su padre fue destinado a Santiago de Compostela. Los frecuentes cambios de destino del padre, a causa de su profesión militar, les llevaron a residir en La Coruña, Santander, Santoña y Valladolid, donde su progenitor recibió el retiro en 1820, lo que permitió que la familia estableciera su domicilio en Onteniente en marzo de 1821.
En la casa familiar de Onteniente, ubicada en la placeta de l’Escurà, nacieron sus seis hermanos: Concepción, Juan, Luis, Vicente, José y Enrique. Joaquín José cursó sus primeros estudios en esta ciudad y más tarde prosiguió su formación en Valencia, licenciándose en Derecho en 1842. Eligió la actividad judicial y comenzó a trabajar en el juzgado de Onteniente. Fue alcalde de esta villa, tomando posesión del cargo el 3 de julio de 1843, pero pronto fue llamado por su amigo y paisano de Onteniente, el entonces ministro de Gracia y Justicia Luis Mayans y Enríquez de Navarra, para ingresar en el ministerio. El 31 de marzo de 1844 abandonó la alcaldía para trasladarse a Madrid, haciéndose cargo de la dirección del negociado de Escribanos, donde llegaría a ser subdirector de Registros Notariales.
En 1846 se le concedió la Cruz Supernumeraria que lo convertiría en comendador de número de la Orden de Carlos III. También fue secretario de reina Isabel II.
En septiembre de 1860 contrajo matrimonio con la joven Dominica Hidalgo Romo. El matrimonio tuvo dos hijos, Marcelo y María de los Dolores. Pese a la distancia de su residencia en Madrid, su vinculación con Onteniente seguiría siendo estrecha, pues llegaron a adquirir la finca “El Ángel” en Font de la Figuera y otra en Onteniente a la que llamaron “La Esperanza”.
Trabajó duramente en el mejoramiento de la institución notarial, siendo el verdadero padre de la Ley y Reglamento orgánico del notariado español de 1862.
El 13 de marzo de 1863 fue nombrado magistrado de la Audiencia Territorial de Madrid y el 24 de diciembre de 1874 magistrado del Tribunal Supremo. En enero de 1883 recibió la gran cruz de la Orden de Isabel la Católica y en el mes de julio, a petición propia, obtendría la que sería una corta jubilación, ya que cinco meses después, el 21 de diciembre de 1883 y a la edad de 66 años, falleció en su casa de “El Ángel”. Fue enterrado en el cementerio municipal de Font de la Figuera.

## Obra
Su honda formación humanística, su ingenio poético y su dominio de la métrica le llevaron a escribir diversas obras de variada temática. 
Llegó a ver representados en Madrid dos de sus dramas de tema bíblico Sara (1847) y Judith (1848). El dramaturgo Manuel Tamayo valoraba, en 1853, una de sus obras: «Las tragedias de Cienfuegos, el Pelayo de nuestro gran Quintana, y el Edipo de Martinez de la Rosa, superior acaso a los de Sófocles y Voltaire, son preciosas joyas de la literatura nacional; Dª Gertrudis Gómez de Avellaneda, D. José Díaz y otros, han cultivado este género recientemente; al bellísimo drama del Sr. Cervino titulado Sara puede considerarse, a mi juicio, como un paso muy feliz en la regeneración de la tragedia...».
El 17 de febrero de 1860, en el certamen extraordinario abierto por la Real Academia Española para conmemorar los triunfos de las armas españolas en la guerra de África, Cervino alcanzó el primer premio, con la epopeya La nueva guerra púnica. El accésit lo consiguió el poeta murciano Antonio Arnao, con la obra La campaña, un poema en dos cantos. La entrega de premios se efectuó en una solemne sesión pública que celebró la Academia en el salón del Conservatorio, y los poetas tuvieron la honra de recibir de manos de la reina Isabel II el premio obtenido. Cervino también pronunció un discurso de agradecimiento a la Academia y a la monarca.
Juan Valera, en carta del 24 de mayo de 1860 a su amigo Gumersindo Laverde, relataba:

Anoche estuve en la solemne repartición de premios a los poetas vencedores en el certamen. La Reina misma los repartió. Se leyeron largos trozos de la epopeya de Cervino, que ha obtenido el premio, y de la de Arnao, que ha obtenido el accésit. La Academia, a mi ver, ha sido justísima en su fallo. El poema de Cervino, aunque artificial, que esto no puede dejar de serlo, es un tour de force ingeniosísimo. Hay trozos verdaderamente homéricos por la sencillez y naturalidad y por la dignidad épica con que se pintan las cosas más prosaicas y vulgares y se citan los nombres que se dirían menos a propósito para ajustarse al metro heroico.
Julián Juderías. Don Juan Valera y don Gumersindo Laverde. Fragmentos de una correspondencia inédita. 1917.

Frecuentó algunas de las más reconocidas tertulias literarias madrileñas, como las realizadas en la mansión de su amigo el Marqués de Molins, las de casa de Manuel Cañete y las de Martínez de la Rosa, así como las de El Parnasillo, en las que tuvo trato frecuente con literatos de su época como el duque de Rivas, Hartzenbusch, de la Rada, Bretón de los Herreros, Rosell, Vega, Ferrer del Río, Selgas, Juan Valera, Miguel Agustín y Gertrudis Gómez de Avellaneda, a la que él mismo cerró los ojos en el momento de su fallecimiento, rodeada de familia y amigos, en 1873.
Entre su producción literaria destacan los poemarios:
- "La Virgen de los Dolores" (1848), editado en México en 1855
- "La nueva guerra púnica" (1860), canto épico
- A la Fe, canto épico (1849)
- Oda a las Bodas de Caná
- "La victoria de Bailén" (1851)
- "La pasión: romance" (enlace roto disponible en Internet Archive; véase el historial, la primera versión y la última). (1863)
- La mallorquina (1876)

Así como las novelas:
- “Tabita” (1856)
- "Claudia Prócula"
- El anciano de Jerusalén

Teatro:
- "Sara" (1847)
- Judith (1848)

Y participó, junto a algunas de sus amistades literarias, en obras como:
- "Las cuatro navidades” (1857)
- "El romancero de la guerra de África”, del Marqués de Molins (1860) - ver Romance IV

En 1860 escribe, para ser declamadas en las fiestas de Moros y Cristianos de Onteniente:
- Las Embajadas del Moro y del Cristiano[3]

## Premios literarios
- 1860: Primer premio en el «Certamen Extraordinario abierto por la Real Academia Española para conmemorar los triunfos de las armas españolas en la guerra de África». La reina Isabel II le impuso la medalla de oro por el poema premiado La nueva guerra púnica, o España en Marruecos.

- 1876: Primer premio en el «Certamen abierto por el Excelentísimo Ayuntamiento Constitucional de Valencia para celebrar al Rey Don Jaime el Conquistador en el sexto centenario de su fallecimiento», por su canto épico La mallorquina.